# Čtyřkoalice
Čtyřkoalice („Viererkoalition“) war ein politisches Bündnis vierer Parteien der rechten Mitte in Tschechien, das von 1998 bis 2002 existierte. Es bestand aus den beiden im Abgeordnetenhaus vertretenen Oppositionsparteien Christliche und Demokratische Union – Tschechoslowakische Volkspartei (KDU-ČSL) und Freiheitsunion (US) sowie den beiden außerparlamentarischen Parteien Bürgerlich-demokratische Allianz (ODA) und Demokratische Union (DEU).
Nach der Abgeordnetenhauswahl im Juni 1998 einigten sich die beiden größten Parteien des Landes, die Sozialdemokraten (ČSSD) und die Demokratische Bürgerpartei (ODS), auf ein Tolerierungsabkommen. Die ČSSD stellte danach eine Minderheitsregierung, die von der ODS im Parlament geduldet wurde. Als Reaktion darauf schlossen sich die mittelgroßen und kleinen Oppositionsparteien der rechten Mitte zur Čtyřkoalice zusammen. Vor den Senatswahlen im September 1998 einigten sich diese Parteien auf ein Zweckbündnis, weil sie eine Verfassungsmehrheit von ODS und ČSSD in dieser Kammer verhindern wollten.
Im Laufe der Zeit gedieh diese Kooperation, nicht zuletzt gestärkt durch gute Wahlergebnisse für die obere Kammer 1998 und 2000 und den Wahlen zu den Parlamenten der Regionen im November 2000. Bei der Senatswahl 1998 wurde das Bündnis mit 26,6 Prozent der Stimmen hinter der ODS zweitstärkste Kraft und verfügte danach über 26 der 81 Sitze. Zwei Jahre später wurde die Koalition bei der Senatswahl sogar stärkste Kraft und konnte 13 weitere Sitze hinzugewinnen. Bei den gleichzeitigen Regionalwahlen gewann das Bündnis 171 der insgesamt 675 Sitze in den 13 Regionalräten. In fünf Regionen, vorwiegend im Osten des Landes, wurde sie stärkste Kraft und stellte dort anschließend die Landeshauptleute. Ihre Hochburgen waren die Südmährische Region um Brünn (31,9 %) und die Zlíner Region (31,4 %).
Trotz erheblicher Spannungen und Konflikte innerhalb der Viererkoalition konnte sich die Gruppierung mehr als drei Jahre lang als parlamentarische Opposition bewähren. Dann kam es 2001 zur Spaltung. Den Christdemokraten (KDU-ČSL) war die ungeklärte Finanzlage der ODA ein Dorn im Auge. Die Allianz war seit Mitte der 1990er Jahre mit 70 Millionen Kronen hoffnungslos verschuldet und zur Schuldentilgung unfähig. Ende Januar 2002 attestierte die KDU-ČSL der ODA deshalb in einem Beschluss, dass die ODA kein seriöser und vertrauenswürdiger Partner mehr sei. Die Allianz hingegen vermutete darin nur eine vorgeschobene Begründung. Tatsächlich tat sich durch den Weggang der rechtsgerichteten ODA aus der Viererkoalition für die drei anderen Parteien Spielraum für ein Zusammengehen mit den Sozialdemokraten nach der Wahl auf. Unie svobody (US) und Demokratická unie (DEU) fusionierten zu Ende 2001 zur Partei Unie svobody – Demokratická unie (Freiheitsunion–Demokratische Union, US-DEU). Spätestens Anfang Februar 2002 zerfiel die ursprüngliche Viererkoalition.
KDU-ČSL und US-DEU traten zur Abgeordnetenhauswahl im Juni 2002 zusammen als Koalice an, welche jedoch mit 14,3 Prozent nur auf den vierten Platz kam. Die ODA blieb mit 0,5 Prozent der Stimmen außerhalb des Abgeordnetenhauses. KDU-ČSL und US-DEU waren anschließend bis 2006 in den Mitte-links-Regierungen unter Vladimír Špidla, Stanislav Gross und Jiří Paroubek vertreten.